# Жученко, Александр Александрович
Алекса́ндр Алекса́ндрович Жуче́нко (25 сентября 1935, Ессентуки, Северо-Кавказский край, РСФСР — 1 июня 2013, Москва, Российская Федерация) — советский и российский учёный, основатель экологической генетики культурных растений и агроэкологии. Действительный член РАН (2006), президент Академии наук Молдавской ССР (1977—1989). Вице-президент РАСХН (1992—2009).

## Биография
В 1960 году окончил Высший сельскохозяйственный институт имени В. Коларова (Болгария). Работал научным сотрудником, управляющим отделением, главным агрономом Кагульского опытного поля, заведующим отделом агротехники Кагульской опытной станции Молдавского НИИ орошаемого земледелия и овощеводства (МНИИОЗиО). Затем — директором совхоза «Семилетка» с. Зернешты Молдавской ССР (МССР), начальник Главного управления орошаемого земледелия Министерства сельского хозяйства МССР, директор МНИИОЗиО, одновременно (с 1973 года) генеральный директор первого в СССР НПО «Днестр».
В 1976—1977 годах — вице-президент, одновременно академик-секретарь Отделения биологических и химических наук, с 1977 по 1989 год — президент АН Молдавской ССР, одновременно с 1985 года — директор Института экологической генетики Молдавской ССР.
В 1989—1992 годах — заместитель председателя Государственного комитета СССР по науке и технике. С 1992 по 2009 год — вице-президент РАСХН, одновременно заведующий кафедрой генетики Московской сельскохозяйственной академии им. К. А. Тимирязева и лабораторией рекомбиногенеза Всероссийского НИИ сельскохозяйственной биотехнологии.
Доктор биологических наук (1974), профессор (1976). Член-корреспондент АН СССР с марта 1979 года по Отделению общей биологии (генетика и селекция), академик РАН с мая 2006 года. Действительный член ВАСХНИЛ (1985), академик АН Молдавской ССР (1976), академик Сельскохозяйственной академии ГДР (1977), академик Аграрной академии Республики Беларусь (1993). Вице-президент Вавиловского общества генетиков и селекционеров.

## Научная деятельность
Впервые в мировой практике провёл системный анализ адаптивного потенциала культурных растений и выявил важнейшие особенности и качественно новые механизмы адаптивных реакций в онтогенезе и филогенезе, впервые в мире обосновал и сформулировал основные положения частной генетики растений, основатель экологической генетики культурных растений, впервые в мире создал эколого-генетические основы адаптивной системы селекции растений и адаптивного растениеводства, стратегии адаптивной интенсификации сельского хозяйства.
Впервые в мире создал институт Экологической генетики с ботаническим садом, современным фитотроном, морфоквантом, первыми школами цитологических и молекулярно-генетических исследований модельных объектов (дрозофила, томат, кукуруза, пшеница, арабидопсис и декоративные растения), с комплексом теплиц и вегетационных домиков, с современными приборами и оборудованием, базами данных, включая интернет и информационно-измерительным комплексом мониторинга за счёт съёмки растений из космоса, аэрофотосъёмки и изучения растений в динамике (днём и ночью — 24 часа) с помощью множества, впервые разработанных в институте, датчиков и приборов.
Фундаментальные исследования академика А. А. Жученко в области частной и экологической генетики культурных растений, систематики, рекомбиногенеза, биомониторинга, агроэкологии, селекции, сортоиспытания, семеноводства, защиты растений, а также стратегии адаптивной интенсификации сельского хозяйства получили мировое признание. Учёным России и зарубежных стран А. А. Жученко широко известен как видный учёный-биолог, который создал школу по экологической генетике (под его руководством защищены 61 докторская и кандидатская диссертации). Опубликовано 665 научных работ, в том числе 25 монографий, получивших высокую мировую оценку учёных.
Рецензии на труды А. А. Жученко:
- Gichner T., Biologia Plantarum[англ.], 1982, Vol. 24, № 6. P. 406;
- Robbelen G., Z. fűr Pflanzenzűcht, 1983, Bd 91, № 1, S. 86;
- Grebenschikov I., Biol. Zentralblatt, 1984, Bd 103, № 4, S. 103;
- Драгавцев В. А., «Сельскохозяйственная биология». Сер.: Биология растений, 2002, № 1, С. 125—126;
- Шумный В. К., Сидорова К. К., «Генетика», 2004, Т. 40, № 7. С. 106—107;
- Кудеяров В. Н., Глазко В. И., Соколов М. С., «Агрохимия», 2010, № 4, С. 92—96.

Публикации о А. А. Жученко:
- Rich V., «Scientists take share of blame for this year’s poor Soviet harvest» /Nature, 1987, Vol. 329, № 6138, P. 382;
- «Zhuchenko Alexander» /Who’s Who in the world: 9th edition 1989—1990. Wilmette (USA), 1990.;
- «Zhuchenko Alexander Alexsandrovich» /Men of achievement. Cambridge: International Biographical Centre, 1991;
- «Scientific and research priorities of academicion A. A. Zhuchenko» /Journal of ASM. Life Sciences, № 2(326), 2015
- многие другие публикации.

Являлся автором более 30 авторских свидетельств на изобретения.
Депутат Совета Национальностей Верховного Совета СССР 10—11 созывов.

## Семья
Сын — А. А. Жученко (3 ноября 1958, Торжок), биолог, генетик, академик РАСХН (2010) и РАН (2013).
Дочь — Н. А. Жученко (10 августа 1964, Кагул), генетик, доцент кафедры медицинской генетики Первого МГМУ им. И. М. Сеченова.
Три внука — Александр, Алексей, Илья и правнуки — Антон, Артём и Полина
Похоронен на Троекуровском кладбище участок 22.

## Награды и звания
- Орден Ленина (1966)
- Орден Октябрьской Революции (1973)
- три ордена Трудового Красного Знамени (1971, 1981, 1985)
- орден «За заслуги перед Отечеством» IV степени (2006)[4]
- Первая в России Золотая медаль Вавилова
- Большая золотая медаль Словацкой академии наук
- медали СССР, России и Болгарии

Заслуженный деятель науки Российской Федерации (1995)

## Основные работы
- Генетика томатов / МСХ МССР. Молд. НИИ орошаемого земледелия и овощеводства. — Кишинёв: Штиинца, 1973. — 663 с.
- Экологическая генетика культурных растений (адаптация рекомбиногенез, агробиоценоз). — Кишинёв: Штиинца, 1980. — 587 с.
- Рекомбинация в эволюции и селекции / Соавт. А. Б. Король; АН МССР. Ин-т экол. генетики. — М.: Наука, 1985. — 400 с.
- Адаптивный потенциал культурных растений: Экол.-генет. основы / АН МССР. Ин-т экол. генетики. — Кишинёв: Штиинца, 1988. — 767 с.
- Эколого-генетические основы селекции томатов / Соавт.: Н. Н. Балашова и др.; АН МССР. Ин-т экол. генетики. — Кишинёв: Штиинца, 1988. — 430 с
- Адаптивное растениеводство: эколого-генетические основы / АН ССР Молдова. Ин-т экол. генетики. — Кишинёв: Штиинца, 1990. — 432 с.
- Фундаментальные и прикладные научные приоритеты адаптивной интенсификации растениеводства в XXI в. — Саратов: ООО «Новая газета», 2000. — 275 с.
- Адаптивная система селекции растений (эколого-генетические основы): В 2 т. — М.: Изд-во РУДН, 2001. — Т. 1. — 780 с; Т. 2. — 785 с.
- Ресурсный потенциал производства зерна в России: теория и практика. — М.: ООО Изд-во Агрорус, 2004. — 1109 с.
- Экологическая генетика культурных растений и проблемы агросферы (теория и практика): в 2 т. — М.: ООО Изд-во Агрорус, 2004. — Т. 1. — 690 с.; Т. 2. — 466 с.
- Адаптивное растениеводство эколого-генетические основы. Теория и практика: в 3 т. — М.: ООО Изд-во Агрорус, 2008—2009. — Т. 1. — 2008. — 813 с.; Т. 2.- 2009. — 1104 с.; Т. 3. — 2009. — 960 с.
- Адаптивная стратегия устойчивого развития сельского хозяйства России в XXI столетии (эколого-генетические основы). Теория и практика. — М.: Агрорус, 2010. — 1053 с.
- Экологическая генетика культурных растений как самостоятельная научная дисциплина: теория и практика. — Краснодар: Просвещение — Юг, 2010. — 430 с.
- Мобилизация генетических ресурсов цветковых растений на основе их идентификации и систематизации, М., Институт общей генетики РАН им. Н. И. Вавилова, 2012, — 581 с.
- Роль мобилизации генетических ресурсов цветковых растений, их идентификации и систематизации в формировании адаптивно-интегрированной системы защиты агроценозов, агроэкосистем и агроландшафтов. Саратов, ГНУ НИИ сельского хозяйства Юго-Востока, 2012,- 527 с.